# Садовская, Марьяна Викторовна
Марьяна Викторовна Садо́вская (род. 23 апреля 1972, Львов) — украинская певица, актриса, композитор, музыкальный драматург, преподаватель, фольклористка, художница.
Живет в Кёльне (Германия), работает в разных странах Европы и США. В творчестве Садовской три сольных музыкальных альбома, художественные полотна, ряд театральных ролей, музыка к спектаклям. Выступает сольно и с немецким джазовым трио «Бордерленд». В его состав входят пианист Ярри Сингла, ударник-перкуссионист Питер Каленборн и виолончелист, контрабасист Себастьян Грамс.
Замужем за театральным режиссером и актёром Андре Эрлена (г. Кельн, Германия). Супруги воспитывают двух детей — Северина и Агафью.

## Биография
Марьяна Садовская родилась 23 апреля 1972 года во Львове. Отец — Виктор Морозов — певец, переводчик. Мать — Екатерина Немира — художница.

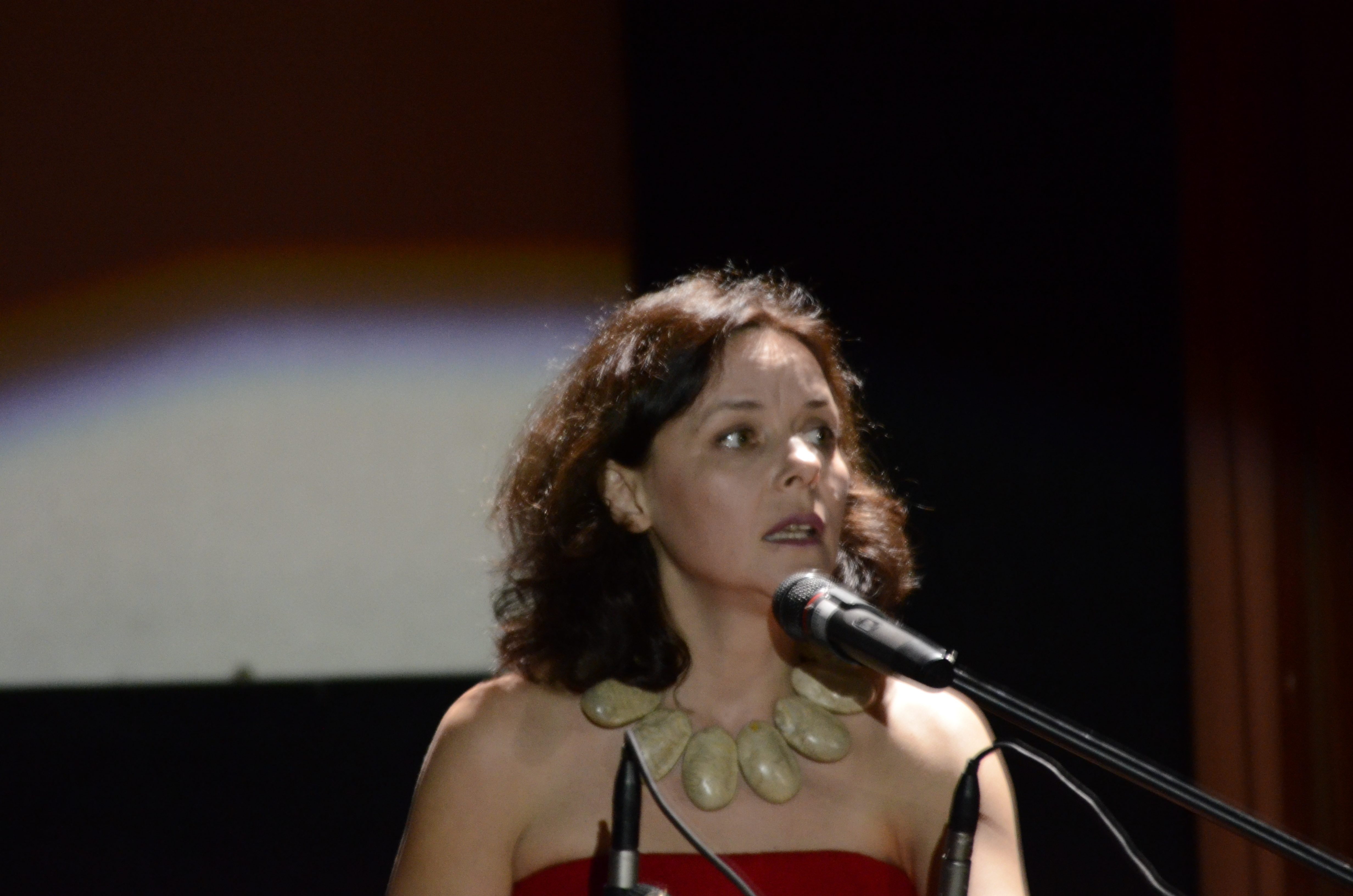
Марьяна Садовска на фестивале документального кино «Docudays», 21 марта 2014 года

В 1991 году с отличием окончила Львовское музыкальное училище им. С. Людкевича в классе фортепиано. В то же время окончила курс при львовском театре им. Л. Курбаса, где и начала работать следующие 3 года как актриса театра.
Позже Марьяна Садовская жила в Польше и работала в Центре театральных практик Гардженице. Во время работы в Гардженице, исполнительница проводила исследования фольклора в Украине, Ирландии, Египте, Кубе и Бразилии; гастролировала в Швеции, Англии, Бельгии, Германии и выступала на таких театральных фестивалях как Сан-Паульський фестиваль (Бразилия), фестиваль Того (Япония), Каирский фестиваль (Египет), фестиваль в Сараево (Босния), Московский фестиваль (Россия).
В 2001 году переехала в США, жила в Нью-Йорке. Присоединилась к международному проекту Художественная группа Яра, Yara Arts Group. Проводит специальные мастер-классы (колядки, веснянки, купальские песни), работает с Экспериментальным театром Ля МаМа. Из Нью-Йорке берет новое начало сольная карьера Марьяны: вышел первый сольный компакт-диск «Songs I Learned in Ukraine» («Песни, которым я научилась в Украине» в 2002, Global Village Records), созданный на материале фольклорных экспедиций Украиной в 90-х годах. Она до сих пор продолжает те исследования, а их результаты она преподает на семинарах, проводит в рамках музыкальных фестивалей, по приглашению учебных заведений и научных учреждений. Там же, в Америке, Марьяна Садовская обручилась с немецким актером и режиссером Андре Эрленом.
В 2003 году в сотрудничестве с польским радио, художественной группой Яра и при содействии ЮНЕСКО, Марьяна Садовская выпускает альбом «Будем весну петь» (укр. «Будемо весну співати») — коллекция аутентичного многоголосие в исполнении ансамбля «Древо» из с. Крячковка (Полтавщина) и фольклорного ансамбля с. Сварицевичи (Полесье).
2006 года с группой «Бордерленд» победила на конкурсе музыки мира Creole. В том же году госпожу Марьяну номинировали на Чешскую национальную театральную премию имени Альфреда Радока за работу с театром Фарма вьет скинни, а именно, за создание музыки для их представления об эмигрантах .

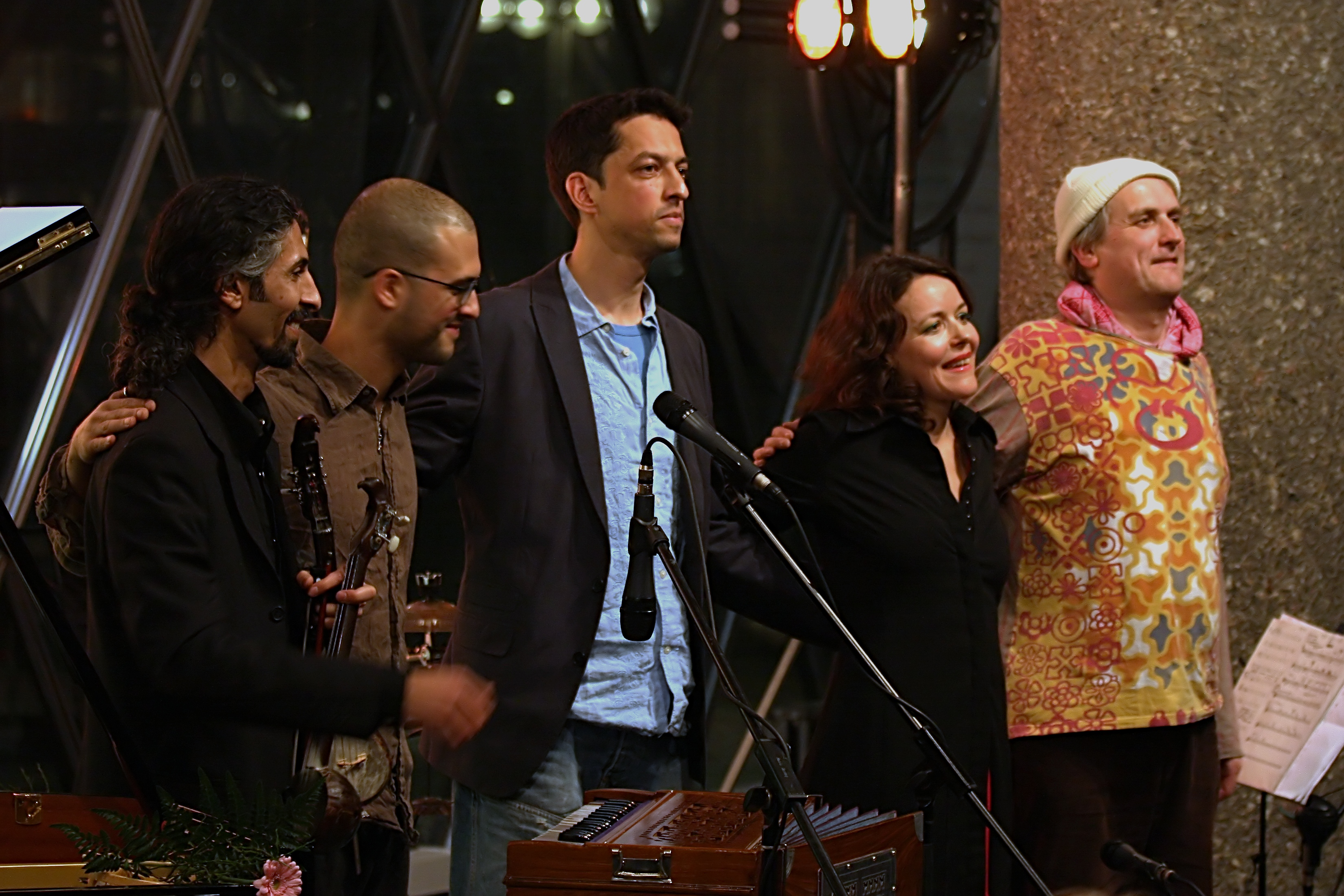
Марьяна Садовская и Borderland

## Творчество
Во время работы в Гардженице Марьяна Садовская участвовала во многих спектаклях театра, таких как «Жизнь протопопа Аввакума» и «Кармина Бурана», а также была соавтором проекта «Метаморфозы или Золотой Осел», основанном на древней греческой музыке.
В 1998 году Польский Театральный Союз наградил ее званием лучшей актрисы года за роль Психеи в спектакле «Метаморфозы».
Весной 2001 года поет старинные украинские песни в совместном проекте Яри с бурятскими артистами «Обо — наше шаманство», представленном в театре Ля МаМа. Марьяна также выступала в Нью-Йорке на Балканском фестивале и в Балканском кабарете.
2006 года в Нью-Мексико Марьяна Садовская и Андре Эрлен работали над спектаклем «Sity Beats» театра Tricklock — он как режиссер, а она одной из актрис и композитором.
21 сентября 2007 — Марьяна Садовская и джаз-трио Бордерленд выступили с сольным концертом во Львове в театре им. Марии Заньковецкой. 13 ноября ансамбль КИТКА выпустил компакт-диск «Русальная цикл» с музыкой Марьяны Садовской.
В течение 2008 года многочисленные выступления в Германии и США, в частности, 29 марта — в Сан-Франциско, на фестивале еврейской музыки. В течение этого и следующего годов — выступления, в основном, джаз-трио Бордерленд.
11 апреля 2010 года Марьяна Садовская с Джонатаном Маквайя (США) на фестивале Globalize Cologne 2010 (Кельн) презентовали проект «On the Edge».
В 2013 на международном фестивале JazzBez во Львове представила слушателям из Польши и Украины новую программу «Cut The Cord», созданную в сотрудничестве с перкусистом и полиинструменталист Кристианом Томом (Германия). Программа представляет собой микс из традиционных и современных украинских песен, представленный в форме электро-актустичного перфоманса с использованием дрымбы, индийской фисгармонии и барабанов.
2015 — выпустила альбом «VESNA».
2014 — совместно с трио «Курбасы» и Марком Токарем создала проект «2014» — для 4 контрабасов и 4 женских голосов на стихи Сергея Жадана и Любы Якимчук, с элементами украинского фольклора.
С 2015 вместе с Ути Пукинен и Надей Расс представили программу «European Folk Voices» (народные голоса Европы).
В декабре 2016 в Нью-Йорке представила программу «The Night Is Just Beginning» (Ночь только начинается) — волнующий рассказ о войне на Востоке Украины, где стихи Сергея Жадана и Любы Якимчук переплетаются с народными песнями. Исполнительница аккомпанирует себе на индийской гармонии, фортепиано и айпаде.

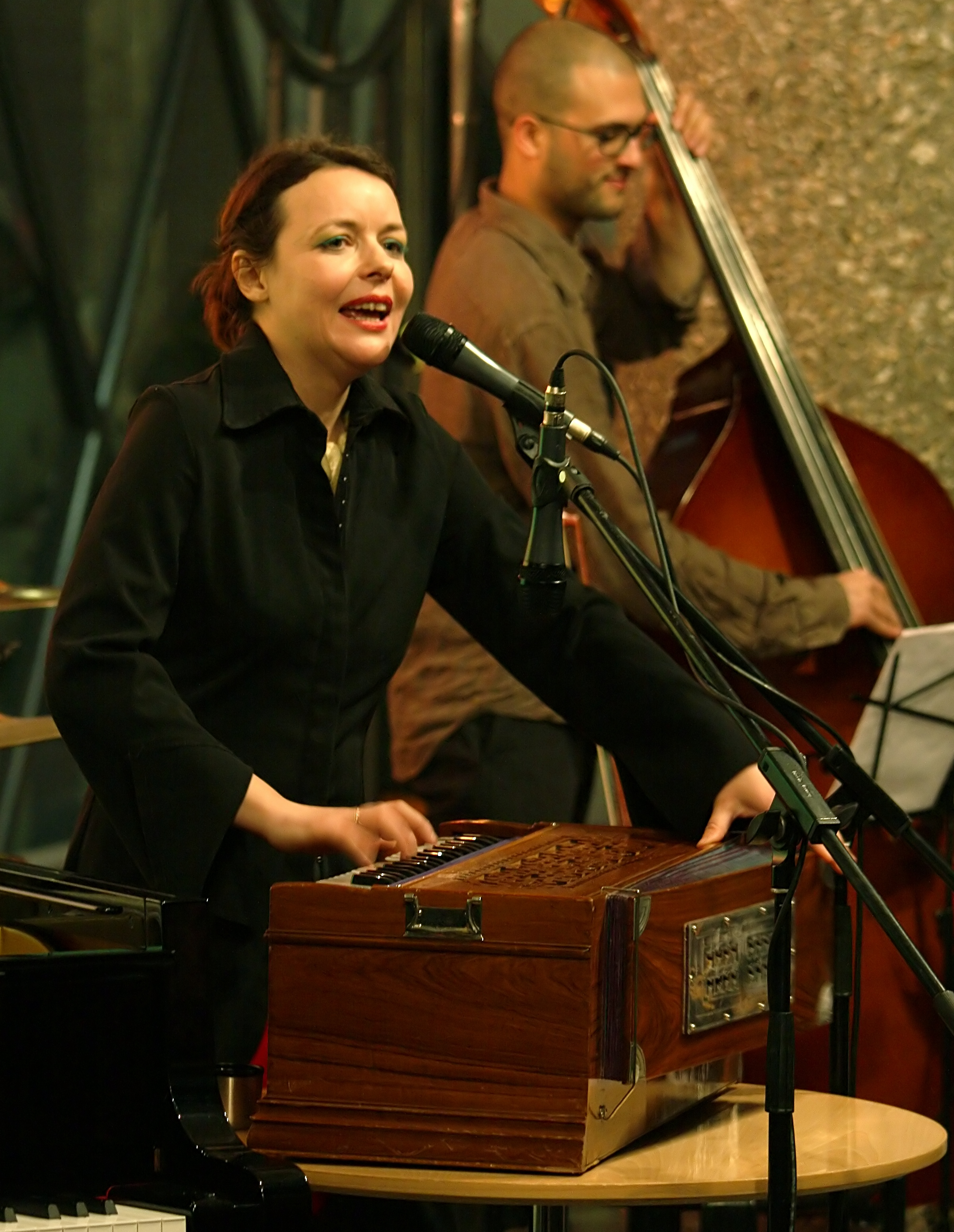
Марьяна Садовская аккомпанирует себе на гармонии

### Музыкальный стиль
Самая первая и самая характерная черта исполнительского стиля Садовской — это удачное сочетание аутентичного песенного материала с его театрализованным интерпретацией. Марьяна творит театр песни, пытаясь показать образы, которые были вложены в текст и мелодию их первым исполнителем — неизвестным автором из народа. Садовская никогда не поет случайных песен, не прибегает к упорядоченными кем-то сборниками. Для нее важна история — не только сюжетная, но и жизненная. Поэтому, собирая материал в фольклорных экспедициях, певица больше всего ценит те из них, которые тесно связаны с судьбой исполнителя-носителя песни. В репертуаре Марьяны Садовской, кроме украинских, есть польские, еврейские, чешские и другие песни. Тексты украинских песен часто содержат диалектизмы (особенно с львовского польского говора). Некоторые украиноязычные песни во время выступления и в записях певица передает на английском для иностранных слушателей.
Во время сольных выступлений Марьяна Садовская поет под собственный аккомпанемент на индийской гармонии. Этот инструмент она использует также и в концертах с трио «Бордерленд».

## Научная, преподавательская и общественная работа
В 1993 году Марьяна Садовская привлекла Гардженице до этнографических исследований на своей родине. Она организовала две большие экспедиции на Полтавщину и Полесье.
В ноябре-декабре 2001 года Марьяна помогла организовать второй ежегодный фестиваль «Украина-Польша-Европа» в Центре театральных практик Гардженице. Во время этого фестиваля организовала запись украинских обрядовых песен.
Мастер-классы Марьяны Садовской с голосовых техник звучали в Гротивському Центре в Польше, на фестивалях Giving Voice (Великобритания) и International Workshop Festival (Израиль), на мероприятиях Королевской Шекспировской Компании (Лондон), в Гарварде, Нью-Йоркском, Калифорнийском университетах и многих других университетах.
В июле 2005 года она преподавала в Кабульском университете в Афганистане.
Весной 2006 года Марьяна Садовская была приглашенным музыкальным директором художественного салона Принстонского университета.
В 2009-м присоединилась к озвучиванию популярной детской сборки «Сто сказок»: удалось записать несколько сказок для издательства Ивана Малковича «А-ба-ба-га-ла-ма-га».

## Дискография
Выбранное:
- Songs I Learned in Ukraine, США (2001).
- Budemo wesnu spiwaty, Польша.
- Borderland, Германия (2005).
- Kitka — The Rusalka Cycle, США (2007).
- Singing through darkness, США (2010).
- Just Not Forever, Германия (2011).
- Might be, США (2012).
- VESNA, Германия (2015).